# Colfax (Indiana)
Colfax és una població dels Estats Units a l'estat d'Indiana. Segons el cens del 2000 tenia 768 habitants.

## Demografia
Segons el cens del 2000, Colfax tenia 768 habitants, 286 habitatges, i 205 famílies. La densitat de població era de 823,7 habitants per km².
Dels 286 habitatges en un 36% hi vivien nens de menys de 18 anys, en un 59,8% hi vivien parelles casades, en un 7% dones solteres, i en un 28,3% no eren unitats familiars. En el 23,1% dels habitatges hi vivien persones soles l'11,9% de les quals corresponia a persones de 65 anys o més que vivien soles. El nombre mitjà de persones vivint en cada habitatge era de 2,69 i el nombre mitjà de persones que vivien en cada família era de 3,18.
Per edats la població es repartia de la següent manera: un 29,3% tenia menys de 18 anys, un 7,6% entre 18 i 24, un 29,7% entre 25 i 44, un 21,1% de 45 a 60 i un 12,4% 65 anys o més.
L'edat mediana era de 34 anys. Per cada 100 dones de 18 o més anys hi havia 93,9 homes.
La renda mediana per habitatge era de 42.688$ i la renda mediana per família de 44.514$. Els homes tenien una renda mediana de 31.792$ mentre que les dones 28.000$. La renda per capita de la població era de 14.482$. Entorn del 6,7% de les famílies i el 7,8% de la població estaven per davall del llindar de pobresa.

## Poblacions més properes
El següent diagrama mostra les poblacions més properes.